# Куусинен (остров)
Куусинен (фин. Kuusinen) — маленький остров в юго-восточной Финляндии. Расположен в проливе Руотсинсальми Финского залива Балтийского моря к востоку от острова Котка, на котором расположен центр города Котка, к северо-западу от островов Кутсало и Кирконма, близ границы с Россией. Административно относится к общине Котка в области Кюменлааксо.
Остров соединён с островом Котка насыпью. По насыпи проходит улица, носящая имя Юхи Вайнио (Juha Vainion katu). На острове расположена станция береговой охраны Котки.

## История
Пролив Руотсинсальми или Свенсксунд (швед. Svensksund — Шведский пролив) между островами Котка и Кутсало замечателен в историческом отношении. Пролив был ареной двух сражений русско-шведской войны (1788—1790). 13 (24) августа 1789 года здесь состоялось первое Роченсальмское сражение. 86 русских кораблей атаковали 62 корабля и 24 транспорта шведов и победили. 28 июня (9 июля) — 29 июня (10 июля) 1790 года состоялось второе Роченсальмское сражение, в котором победили шведы. На острове Куусинен установлен памятник с надписью «Российским морякам, погибшим в Роченсальмских сражениях 1789—1790 гг.» (Ruotsinsalmen taisteluissa 1789–1790 kaatuneiden venäläisten merimiesten muistomerkki): статуя женщины с венками в руках. Постаментом памятнику служит природная скала. Идея воздвигнуть монумент возникла в 1975 году, когда со дна пролива финнами были извлечены и погребены в Котке, у стен православного Николаевского храма, останки моряков с гребного фрегата «Святой Николай», погибшего в начале второго Роченсальмского сражения. Автором памятника, подаренного Россией Финляндии в 1998 году, стал скульптор Михаил Аникушин. Памятник установлен 28 июля 1998 года.